# دژونووو بیاووگارزکیه
دژونووو بیاووگارزکیه (به لهستانی:  Drzonowo Białogardzkie) یک روستا در لهستان است که در گمینا تخووو واقع شده‌است.